# Pauli Nevala
Pauli Lauri Nevala (Pohja, 30 novembre 1940 – Helsinki, 20 giugno 2025) è stato un giavellottista finlandese.

## Palmarès
| Anno | Manifestazione | Sede              | Evento                 | Risultato | Misura  | Note |
| ---- | -------------- | ----------------- | ---------------------- | --------- | ------- | ---- |
| 1964 | Olimpiadi      | Tokyo             | Lancio del giavellotto | Oro       | 82,66 m |      |
| 1966 | Europei        | Budapest          | Lancio del giavellotto | 4º        | 80,36 m |      |
| 1968 | Olimpiadi      | Città del Messico | Lancio del giavellotto | 14º       | 77,90 m |      |
| 1969 | Europei        | Atene             | Lancio del giavellotto | Argento   | 89,58 m |      |